# Ringer-Weltmeisterschaften 2019
Die Ringer-Weltmeisterschaften des Jahres 2019 fanden zwischen dem 14. und dem 22. September in Nur-Sultan  (seit 2022 Astana) statt. Veranstalter war der internationale Amateur-Ringer-Verband United World Wrestling (UWW).

## Ergebnisse

### Männer

#### Griechisch-römischer Stil
| Event  | Gold                       | Silber                                  | Bronze                            |
| ------ | -------------------------- | --------------------------------------- | --------------------------------- |
| 55 kg  | Nugsari Zurzumia Georgien  | Chorlan Schakanscha Kasachstan          | Eldaniz Azizli Aserbaidschan      |
| 55 kg  | Nugsari Zurzumia Georgien  | Chorlan Schakanscha Kasachstan          | Shota Ogawa Japan                 |
| 60 kg  | Ken’ichirō Fumita Japan    | Sergei Alexandrowitsch Jemelin Russland | Meirambek Ainagulow Kasachstan    |
| 60 kg  | Ken’ichirō Fumita Japan    | Sergei Alexandrowitsch Jemelin Russland | Alireza Nejati Iran               |
| 63 kg  | Shinobu Ota Japan          | Stepan Marjanjan Russland               | Slavik Galstyan Armenien          |
| 63 kg  | Shinobu Ota Japan          | Stepan Marjanjan Russland               | Almat Kebispajew Kasachstan       |
| 67 kg  | Ismael Borrero Molina Kuba | Artem Surkow Russland                   | Viktor Nemes Serbien              |
| 67 kg  | Ismael Borrero Molina Kuba | Artem Surkow Russland                   | Frank Stäbler Deutschland         |
| 72 kg  | Abujasid Manzigow Russland | Aram Wardanjan Usbekistan               | Ayk Mnatsakanian Bulgarien        |
| 72 kg  | Abujasid Manzigow Russland | Aram Wardanjan Usbekistan               | Balint Korpasi Ungarn             |
| 77 kg  | Tamás Lőrincz Ungarn       | Alex Kessidis Schweden                  | Mohammadali Geraei Iran           |
| 77 kg  | Tamás Lőrincz Ungarn       | Alex Kessidis Schweden                  | Jalgasbay Berdimuratow Usbekistan |
| 82 kg  | Lascha Gobadse Georgien    | Rafik Huseinow Aserbaidschan            | Qian Haitao Volksrepublik China   |
| 82 kg  | Lascha Gobadse Georgien    | Rafik Huseinow Aserbaidschan            | Saeid Mourad Abdvali Iran         |
| 87 kg  | Schan Belenjuk Ukraine     | Viktor Lőrincz Ungarn                   | Rustam Assakalow Usbekistan       |
| 87 kg  | Schan Belenjuk Ukraine     | Viktor Lőrincz Ungarn                   | Denis Kudla Deutschland           |
| 97 kg  | Musa Jewlojew Russland     | Artur Aleksanjan Armenien               | Cenk İldem Türkei                 |
| 97 kg  | Musa Jewlojew Russland     | Artur Aleksanjan Armenien               | Micheil Kadschaia Serbien         |
| 130 kg | Riza Kayaalp Türkei        | Oscar Pino Hinds Kuba                   | Heiki Nabi Estland                |
| 130 kg | Riza Kayaalp Türkei        | Oscar Pino Hinds Kuba                   | Iakob Kadschaia Georgien          |

#### Freistil
| Event  | Gold                                 | Silber                               | Bronze                              |
| ------ | ------------------------------------ | ------------------------------------ | ----------------------------------- |
| 57 kg  | Saur Ugujew Russland                 | Suleyman Atli Türkei                 | Nurislam Sanajew Kasachstan         |
| 57 kg  | Saur Ugujew Russland                 | Suleyman Atli Türkei                 | Ravi Kumar Indien                   |
| 61 kg  | Beka Lomtadse Georgien               | Magomedrasul Idrisow Russland        | Rahul Balasaheb Aware Indien        |
| 61 kg  | Beka Lomtadse Georgien               | Magomedrasul Idrisow Russland        | Behnam Ehsanpour Iran               |
| 65 kg  | Gadschimurad Raschidow Russland      | Daulet Niyazbekow Kasachstan         | Bajrang Indien                      |
| 65 kg  | Gadschimurad Raschidow Russland      | Daulet Niyazbekow Kasachstan         | Miszmail Muszukajew Ungarn          |
| 70 kg  | Dawid Bajew Russland                 | Nurkozha Kaipanow Kasachstan         | Magomedmurad Gadzhijew Polen        |
| 70 kg  | Dawid Bajew Russland                 | Nurkozha Kaipanow Kasachstan         | Younes Emamichoughhuei Iran         |
| 74 kg  | Zaurbek Sidakov Russland             | Frank Chamizo Marquez Italien        | Jordan Burroughs Vereinigte Staaten |
| 74 kg  | Zaurbek Sidakov Russland             | Frank Chamizo Marquez Italien        | Zelimkhan Khadijew Frankreich       |
| 79 kg  | Kyle Douglas Dake Vereinigte Staaten | Jabrail Hasanow Aserbaidschan        | Taimuraz Salkazanow Slowakei        |
| 79 kg  | Kyle Douglas Dake Vereinigte Staaten | Jabrail Hasanow Aserbaidschan        | Gadshi Nabijew Russland             |
| 86 kg  | Hassan Yazdani Iran                  | Deepak Punia Indien                  | Stefan Reichmuth Schweiz            |
| 86 kg  | Hassan Yazdani Iran                  | Deepak Punia Indien                  | Artur Naifonow Russland             |
| 92 kg  | J'den Michael Cox Vereinigte Staaten | Alireza Mohammad Karimimachiani Iran | Irakli Mtsituri Georgien            |
| 92 kg  | J'den Michael Cox Vereinigte Staaten | Alireza Mohammad Karimimachiani Iran | Alichan Schabrailow Russland        |
| 97 kg  | Abdulraschid Sadulajew Russland      | Sharif Sharifov Aserbaidschan        | Kyle Snyder Vereinigte Staaten      |
| 97 kg  | Abdulraschid Sadulajew Russland      | Sharif Sharifov Aserbaidschan        | Magomedgadzhi Nurow Nordmazedonien  |
| 125 kg | Geno Petriaschwili Georgien          | Taha Akgül Türkei                    | Khasanboy Rakhimow Usbekistan       |
| 125 kg | Geno Petriaschwili Georgien          | Taha Akgül Türkei                    | Aleksander Khotsianivski Ukraine    |

### Frauen

#### Freistil
| Event | Gold                                   | Silber                            | Bronze                             |
| ----- | -------------------------------------- | --------------------------------- | ---------------------------------- |
| 50 kg | Maria Stadnik Aserbaidschan            | Emilia Alina Vuc Rumänien         | Ekaterina Poleshschuk Russland     |
| 50 kg | Maria Stadnik Aserbaidschan            | Emilia Alina Vuc Rumänien         | Valentina Islamowa Brik Kasachstan |
| 53 kg | Pak Yong-mi Nordkorea                  | Mayu Mukaida Japan                | Pang Qianyu Volksrepublik China    |
| 53 kg | Pak Yong-mi Nordkorea                  | Mayu Mukaida Japan                | Vinesh Indien                      |
| 55 kg | Jacarra Winchester Vereinigte Staaten  | Nanami Irie Japan                 | Olga Choroschawzewa Russland       |
| 55 kg | Jacarra Winchester Vereinigte Staaten  | Nanami Irie Japan                 | Bat-Otschiryn Bolortujaa Mongolei  |
| 57 kg | Risako Kawai Japan                     | Rong Ningning Volksrepublik China | Iryna Kuratschkina Belarus         |
| 57 kg | Risako Kawai Japan                     | Rong Ningning Volksrepublik China | Odunayo Adekuoroye Nigeria         |
| 59 kg | Linda Morais Kanada                    | Ljubow Owtscharowa Russland       | Shooydor Baatarjav Mongolei        |
| 59 kg | Linda Morais Kanada                    | Ljubow Owtscharowa Russland       | Pei Xingru Volksrepublik China     |
| 62 kg | Aissuluu Tynybekowa Kirgisistan        | Taybe Yusein Bulgarien            | Yukako Kawai Japan                 |
| 62 kg | Aissuluu Tynybekowa Kirgisistan        | Taybe Yusein Bulgarien            | Henna Johansson Schweden           |
| 65 kg | Inna Traschukowa Russland              | Iryna Koljadenko Ukraine          | Elis Manolowa Aserbaidschan        |
| 65 kg | Inna Traschukowa Russland              | Iryna Koljadenko Ukraine          | Wang Xiaoqian Volksrepublik China  |
| 68 kg | Tamyra Mensah-Stock Vereinigte Staaten | Jenny Fransson Schweden           | Battsetseg Soronzonbold Mongolei   |
| 68 kg | Tamyra Mensah-Stock Vereinigte Staaten | Jenny Fransson Schweden           | Anna Schell Deutschland            |
| 72 kg | Natalja Witaljewna Worobjowa Russland  | Alina Stadnik-Machinja Ukraine    | Masako Furuichi Japan              |
| 72 kg | Natalja Witaljewna Worobjowa Russland  | Alina Stadnik-Machinja Ukraine    | Paliha Volksrepublik China         |
| 76 kg | Adeline Gray Vereinigte Staaten        | Hiroe Minagawa Suzuki Japan       | Aline Rotter-Focken Deutschland    |
| 76 kg | Adeline Gray Vereinigte Staaten        | Hiroe Minagawa Suzuki Japan       | Epp Mäe Estland                    |

## Medaillenspiegel
| Rang  | Land                | Gold | Silber | Bronze | Gesamt |
| ----- | ------------------- | ---- | ------ | ------ | ------ |
| 1     | Russland            | 9    | 5      | 5      | 19     |
| 2     | Vereinigte Staaten  | 5    | 0      | 2      | 7      |
| 3     | Georgien            | 4    | 0      | 2      | 6      |
| 4     | Japan               | 3    | 3      | 3      | 9      |
| 5     | Aserbaidschan       | 1    | 3      | 2      | 6      |
| 6     | Türkei              | 1    | 2      | 1      | 4      |
| 6     | Ukraine             | 1    | 2      | 1      | 4      |
| 8     | Iran                | 1    | 1      | 5      | 7      |
| 9     | Ungarn              | 1    | 1      | 2      | 4      |
| 10    | Kuba                | 1    | 1      | 0      | 2      |
| 11    | Nordkorea           | 1    | 0      | 0      | 1      |
| 11    | Kanada              | 1    | 0      | 0      | 1      |
| 11    | Kirgisistan         | 1    | 0      | 0      | 1      |
| 14    | Kasachstan          | 0    | 3      | 4      | 7      |
| 15    | Volksrepublik China | 0    | 1      | 5      | 6      |
| 16    | Indien              | 0    | 1      | 4      | 5      |
| 17    | Usbekistan          | 0    | 1      | 3      | 4      |
| 18    | Schweden            | 0    | 1      | 2      | 3      |
| 19    | Armenien            | 0    | 1      | 1      | 2      |
| 19    | Bulgarien           | 0    | 1      | 1      | 2      |
| 21    | Italien             | 0    | 1      | 0      | 1      |
| 21    | Rumänien            | 0    | 1      | 0      | 1      |
| 23    | Deutschland         | 0    | 0      | 4      | 4      |
| 24    | Mongolei            | 0    | 0      | 3      | 3      |
| 25    | Serbien             | 0    | 0      | 2      | 2      |
| 25    | Estland             | 0    | 0      | 2      | 2      |
| 27    | Polen               | 0    | 0      | 1      | 1      |
| 27    | Slowakei            | 0    | 0      | 1      | 1      |
| 27    | Nordmazedonien      | 0    | 0      | 1      | 1      |
| 27    | Frankreich          | 0    | 0      | 1      | 1      |
| 27    | Schweiz             | 0    | 0      | 1      | 1      |
| 27    | Nigeria             | 0    | 0      | 1      | 1      |
| 27    | Belarus             | 0    | 0      | 1      | 1      |
| Total | Total               | 30   | 30     | 60     | 120    |